# Nederlanders in het Zuid-Afrikaanse voetbal
Nederlanders in het Zuid-Afrikaanse voetbal geeft een overzicht van Nederlanders die een contract hebben (gehad) bij Zuid-Afrikaanse voetbalclubs uit de hoogste drie divisies.

## Voetballers
| Naam                  | Club              | Van  | Tot  | Opmerkingen |
| --------------------- | ----------------- | ---- | ---- | ----------- |
| Rolf de Boer          | Ajax Cape Town    | 1999 | 2000 |             |
| Marciano Vink         | Ajax Cape Town    | 2001 | 2002 |             |
| Geert Brusselers      | Ajax Cape Town    | 2001 | 2002 |             |
| Jeremy Overbeek Bloem | Ajax Cape Town    | 2001 | 2003 |             |
| Sander Westerveld     | Ajax Cape Town    | 2011 | 2013 |             |
| Koen van de Laak      | Ajax Cape Town    | 2012 | 2014 |             |
| Alje Schut            | Mamelodi Sundowns | 2012 | 2015 |             |
| Orlando Smeekes       | Maritzburg United | 2012 | 2014 |             |

## Hoofdtrainers
| Naam                 | Club                 | Van  | Tot  | Opmerkingen |
| -------------------- | -------------------- | ---- | ---- | ----------- |
| Ruud Krol            | Orlando Pirates      | 2008 | 2011 |             |
| Clemens Westerhof    | Mamelodi Sundowns FC | ?    | ?    |             |
| Clemens Westerhof    | Bush Bucks FC        | ?    | ?    |             |
| Leo van Veen         | Ajax Cape Town       | 1999 | 2000 |             |
| Henk Bodewes         | Ajax Cape Town       | 2000 | 2001 |             |
| Foppe de Haan        | Ajax Cape Town       | 2009 | 2011 |             |
| Johan Neeskens       | Mamelodi Sundowns    | 2011 | 2012 |             |
| Maarten Stekelenburg | Ajax Cape Town       | 2011 | 2012 |             |
| Jan Versleijen       | Ajax Cape Town       | 2012 | 2013 |             |

Voetbalbonden ·
Albanië ·
Angola ·
Armenië ·
Australië ·
Azerbeidzjan ·
Bahrein ·
België ·
Bhutan ·
Bulgarije ·
Canada ·
China ·
Congo-Kinshasa · 
Cyprus ·
Denemarken ·
Duitsland ·
Egypte ·
Engeland ·
Estland ·
Ethiopië ·
Faeröer ·
Filipijnen ·
Finland ·
Frankrijk ·
Georgië ·
Ghana ·
Griekenland ·
Hongarije ·
Hongkong ·
Ierland ·
IJsland ·
Indonesië ·
Iran ·
Israël ·
Italië ·
Japan ·
Kazachstan ·
Koeweit ·
Litouwen ·
 Luxemburg ·
Maleisië ·
Malta ·
Marokko ·
Mexico ·
Namibië ·
Nieuw-Zeeland ·
Noorwegen ·
Oekraïne ·
Oezbekistan ·
Oostenrijk ·
Polen ·
Portugal ·
Qatar ·
Roemenië ·
Rusland ·
Rwanda ·
Saoedi-Arabië ·
Schotland ·
Singapore ·
Slovenië ·
Slowakije ·
Spanje ·
Tanzania ·
Turkije ·
Tuvalu ·
VAE ·
Venezuela ·
Verenigde Staten ·
Vietnam ·
Zimbabwe ·
Zuid-Afrika ·
Zuid-Korea ·
Zweden ·
Zwitserland